# الحسن نوهو
الحسن نوهو (4 يونيو 1989 بأكرا في غانا - ) هو لاعب كرة قدم غاني في مركز الهجوم. لعب مع نادي شريف تيراسبول ونادي إيدوبياس يونايتد الجديد وReal Sportive ‏.